# روفلوميلاست
الروفلوميلاست (الأسماء التجارية: ,وستابريث Westabreath، داليريسب Daliresp) هو دواء يعمل كمضاد للإنزيم PDE-4 طويل المفعول. وهو ذو تأثير مضاد للالتهاب ويستخدم عن طريق الفم لعلاج حالات التهاب الرئتين كداء الانسداد الرئوي المزمن (COPD).
في حزيران (يونيو) 2010، وافق الاتحاد الأوروبي على استخدام عقار داكساس لعلاج حالات الانسداد الرئوي المزمن الشديدة المرتبطة بالتهاب الشعب الهوائية المزمن. في آذار (مارس) 2011، حاز عقار داليرسب على مواقفة دائرة الغذاء والدواء في الولايات المتحدة، للحد من تفاقم مرض الانسداد الرئوي الحاد المزمن

## الاستخدامات الطبية
يستخدم لمنع تفاقم الهجمات الرئوية في حالات الانسداد الرئوي المزمن الaديدة.

## الآثار السلبية
تتضمن الآثار السلبية للدواء ما يلي:
- إسهال
- انخفاض الوزن
- غثيان
- صداع
- أرق
- فقدان الشهية
- ألم بطني
- التهاب الأنف
- التهاب الجيوب
- عدوى الجهاز البولي
- الاكتئاب